# Lebiasina
Lebiasina es un género de peces de la familia Lebiasinidae en el orden de los Characiformes.

## Especies
Las especies de este género son:
- Lebiasina bimaculata
- Lebiasina chucuriensis
- Lebiasina colombia
- Lebiasina floridablancaensis
- Lebiasina intermedia
- Lebiasina multimaculata
- Lebiasina narinensis
- Lebiasina ortegai
- Lebiasina provenzanoi
- Lebiasina taphorni
- Lebiasina uruyensis
- Lebiasina yuruaniensis